# Eras do Japão
As eras do Japão (em japonês: 元号; gengō ou 年号; nengō) são um meio de contagem de tempo no Japão no qual o ano é identificado por uma combinação do nome dado à era e ao ano dentro desta era. Por exemplo: 2018 é o 30° ano da era Heisei. Este sistema ainda está vigente nos dias atuais no Japão sendo requerido em documentos oficiais do governo. A era mais longa até o momento é a era Showa, com 64 anos.
Em geral a mudança entre eras é ditada pela ascensão de um novo imperador como ocorreu no início da era Heisei porém já houve mudanças de era ditadas por eventos históricos ou desastres. Desde 1867 na ascensão do imperador Mutsuhito foi adotado o sistema que muda a era apenas a cada mudança de reinado, sendo iniciada uma nova era em 1868 denominada era Meiji. A contagem das eras foi iniciada pelo imperador Kotoku, sendo a primeira era de nome Taika. A tradição não foi mantida mas foi retomada pelo imperador Mommu e desde então tem sido contada até os dias atuais.

## Tabela de conversão do calendário gregoriano aonengō
Para converter um ano régio japonês para o calendário gregoriano ou sistema ocidental, encontre o primeiro ano do nengō ( nengō = o nome da era; veja lista abaixo). Subtraia 1 dessa data e adicione o número do ano japonês que se deseja descobrir. Por exemplo, o vigésimo terceiro ano da era Showa (Showa 23) é 1948:
Exemplo: 1926 (primeiro ano da era Showa) − 1 = 1925 ...e então 1925 + 23 = 1948 ... ou Showa 23.

### Período Asuka (538-710)　 飛鳥時代
| Ano 1 | Kanji | Romanização | Notas |
| ----- | --- | --- | --- |
| 645   | 大化 | Taika | Imperador Kōtoku, 645-654. |
| 650   | 白雉 | Hakuchi | Imperador Kōtoku, 645-654. |
| 654   | Os nomes das eras foram temporariamente interrompidos entre 654-686: Veja a seção "Períodos Não-Nengō" abaixo, após as tabelas.             | Os nomes das eras foram temporariamente interrompidos entre 654-686: Veja a seção "Períodos Não-Nengō" abaixo, após as tabelas.             | Os nomes das eras foram temporariamente interrompidos entre 654-686: Veja a seção "Períodos Não-Nengō" abaixo, após as tabelas.             |
| 686   | 朱鳥 | Shuchō | também: Suchō, Akamitori ou Akamidori; Imperador Temmu, 672-686.                                                                            |
| 686   | Os nomes das eras foram (novamente) temporariamente interrompidos entre 686-701: Veja a seção "Períodos Não-Nengō" abaixo, após as tabelas. | Os nomes das eras foram (novamente) temporariamente interrompidos entre 686-701: Veja a seção "Períodos Não-Nengō" abaixo, após as tabelas. | Os nomes das eras foram (novamente) temporariamente interrompidos entre 686-701: Veja a seção "Períodos Não-Nengō" abaixo, após as tabelas. |
| 701   | 大宝 | Taihō | também: Daihō; Imperador Mommu, 697-707. |
| 704   | 慶雲 | Keiun | também: Kyōun. Imperador Mommu; Imperatriz Gemmei, 707-715.                                                                                 |
| 708   | 和銅 | Wadō | |

### Período Nara (710-794)　 奈良時代
| Ano 1 | Kanji    | Romanização  | Notas                                                                                       |
| ----- | -------- | ------------ | ------------------------------------------------------------------------------------------- |
| 715   | 霊亀     | Reiki        | Imperatriz Genshō, 715-724.                                                                 |
| 717   | 養老     | Yōrō         |                                                                                             |
| 724   | 神亀     | Jinki        | também: Shinki; Imperador Shōmu, 724-749.                                                   |
| 729   | 天平     | Tenpyō       | também: Tenbyō ou Tenhei.                                                                   |
| 749   | 天平感宝 | Tenpyō-kanpō | também: Tenbyō-kanpō. Imperador Shōmu.                                                      |
| 749   | 天平勝宝 | Tenpyō-shōhō | também: Tenbyō-shōbō ou Tenpei-shōhō. Imperatriz Kōken, 749-758.                            |
| 757   | 天平宝字 | Tenpyō-hōji  | também: Tenbyō-hōji ou Tenpei-hōji. Imperador Junnin, 758-764; Imperatriz Shōtoku, 764-770. |
| 765   | 天平神護 | Tenpyō-jingo | também: Tenbyō-jingo ou Tenhei-jingo.                                                       |
| 767   | 神護景雲 | Jingo-keiun  |                                                                                             |
| 770   | 宝亀     | Hōki         | Imperador Kōnin, 770-781.                                                                   |
| 781   | 天応     | Ten'ō        | Imperador Kammu, 781-806.                                                                   |
| 782   | 延暦     | Enryaku      |                                                                                             |

### Período Heian (794-1185)　平安時代
| 806 | 大同 | Daidō    | Imperador Heizei, 806-809; Imperador Saga, 809-823.                                            |
| 810 | 弘仁 | Kōnin    | Imperador Saga.                                                                                |
| 824 | 天長 | Tenchō   | Imperador Junna, 823-833.                                                                      |
| 834 | 承和 | Jōwa     | também: Shōwa ou Sōwa. Imperador Ninmyō, 833-850.                                              |
| 848 | 嘉祥 | Kashō    | também: Kajō.                                                                                  |
| 851 | 仁寿 | Ninju    | Imperador Montoku, 850-858.                                                                    |
| 854 | 斉衡 | Saikō    |                                                                                                |
| 857 | 天安 | Ten'an   | também: Tennan.                                                                                |
| 859 | 貞観 | Jōgan    | Imperador Seiwa, 858-876.                                                                      |
| 877 | 元慶 | Gangyō   | também: Gankyō ou Genkei. Imperador Yōzei, 876-884.                                            |
| 885 | 仁和 | Ninna    | também: Ninwa. Imperador Kōkō, 884-887.                                                        |
| 889 | 寛平 | Kanpyō   | também: Kanpei ou Kanbyō ou Kanbei ou Kanhei. Imperador Uda 887-897; Imperador Daigo, 887-930. |
| 898 | 昌泰 | Shōtai   | Imperador Daigo.                                                                               |
| 901 | 延喜 | Engi     | Imperador Daigo.                                                                               |
| 923 | 延長 | Enchō    | Imperador Suzaku, 930-946.                                                                     |
| 931 | 承平 | Jōhei    | também: Shōhei. Imperador Suzaku.                                                              |
| 938 | 天慶 | Tengyō   | também: Tenkei ou Tenkyō. Imperador Suzaku.                                                    |
| 947 | 天暦 | Tenryaku | também: Tenreki. Imperador Murakami, 946-967.                                                  |
| 957 | 天徳 | Tentoku  |                                                                                                |
| 961 | 応和 | Ōwa      |                                                                                                |
| 964 | 康保 | Kōhō     | Imperador Reizei, 967-969.                                                                     |
| 968 | 安和 | An'na    | também: Anwa. Imperador En'yū, 969-984.                                                        |
| 970 | 天禄 | Tenroku  |                                                                                                |
| 973 | 天延 | Ten'en   |                                                                                                |
| 976 | 貞元 | Jōgen    | também: Teigen.                                                                                |
| 978 | 天元 | Tengen   |                                                                                                |
| 983 | 永観 | Eigan    | também: Yōgan. Imperador Kazan, 984-986.                                                       |
| 985 | 寛和 | Kan'na   | também: Kanwa; Imperador Ichijō, 986-1011.                                                     |
| 987 | 永延 | Eien     |                                                                                                |
| 989 | 永祚 | Eiso     |                                                                                                |
| 990 | 正暦 | Shōryaku | também: Jōryaku or Shōreki.                                                                    |
| 995 | 長徳 | Chōtoku  |                                                                                                |
| 999 | 長保 | Chōhō    |                                                                                                |
| 1004 | 寛弘 | Kankō    | Imperador Sanjō, 1011-1016.                                                                    |
| 1012 | 長和 | Chōwa    | Imperador Go-Ichijō, 1016-1036.                                                                |
| 1017 | 寛仁 | Kan'nin  |                                                                                                |
| 1021 | 治安 | Jian     | também: Chian.                                                                                 |
| 1024 | 万寿 | Manju    |                                                                                                |
| 1028 | 長元 | Chōgen   | Imperador Go-Suzaku, 1036-1045.                                                                |
| 1037 | 長暦 | Chōryaku | também: Chōreki.                                                                               |
| 1040 | 長久 | Chōkyū   |                                                                                                |
| 1044 | 寛徳 | Kantoku  | Imperador Go-Reizei, 1045-1068.                                                                |
| 1046 | 永承 | Eishō    | também: Eijō ou Yōjō.                                                                          |
| 1053 | 天喜 | Tengi    | também: Tenki.                                                                                 |
| 1058 | 康平 | Kōhei    |                                                                                                |
| 1065 | 治暦 | Jiryaku  |                                                                                                |
| 1069 | 延久 | Enkyū    | Imperador Go-Sanjō, 1068-1073.                                                                 |
| 1074 | 承保 | Jōhō     | também: Shōhō ou Shōho. Imperador Shirakawa, 1073-1086.                                        |
| 1077 | 承暦 | Jōryaku  | também: Shōryaku ou Shōreki.                                                                   |
| 1081 | 永保 | Eihō     | também: Eiho.                                                                                  |
| 1084 | 応徳 | Ōtoku    |                                                                                                |
| 1087 | 寛治 | Kanji    | Imperador Horikawa, 1087-1107.                                                                 |
| 1094 | 嘉保 | Kahō     |                                                                                                |
| 1096 | 永長 | Eichō    |                                                                                                |
| 1097 | 承徳 | Jōtoku   |                                                                                                |
| 1099 | 康和 | Kōwa     |                                                                                                |
| 1104 | 長治 | Chōji    |                                                                                                |
| 1106 | 嘉承 | Kajō     | também: Kashō ou Kasō. Imperador Toba, 1107-1123.                                              |
| 1108 | 天仁 | Ten'nin  |                                                                                                |
| 1110 | 天永 | Ten'ei   |                                                                                                |
| 1113 | 永久 | Eikyū    |                                                                                                |
| 1118 | 元永 | Gen'ei   |                                                                                                |
| 1120 | 保安 | Hōan     | Imperador Sutoku, 1123-1142.                                                                   |
| 1124 | 天治 | Tenji    |                                                                                                |
| 1126 | 大治 | Daiji    | também: Taiji.                                                                                 |
| 1131 | 天承 | Tenshō   |                                                                                                |
| 1132 | 長承 | Chōshō   |                                                                                                |
| 1135 | 保延 | Hōen     |                                                                                                |
| 1141 | 永治 | Eiji     |                                                                                                |
| 1142 | 康治 | Kōji     | Imperador Konoe, 1142-1155.                                                                    |
| 1144 | 天養 | Ten'yō   | também: Tennyō.                                                                                |
| 1145 | 久安 | Kyūan    |                                                                                                |
| 1151 | 仁平 | Ninpei   | também: Ninpyō.                                                                                |
| 1154 | 久寿 | Kyūju    | Imperador Go-Shirakawa, 1155-1158.                                                             |
| 1156 | 保元 | Hōgen    | também: Hogen. Imperador Nijō, 1158-1165.                                                      |
| 1159 | 平治 | Heiji    |                                                                                                |
| 1160 | 永暦 | Eiryaku  |                                                                                                |
| 1161 | 応保 | Ōhō      |                                                                                                |
| 1163 | 長寛 | Chōkan   | também: Chōgan.                                                                                |
| 1165 | 永万 | Eiman    | Imperador Rokujō, 1165-1168.                                                                   |
| 1166 | 仁安 | Nin'an   | também: Ninnan. Imperador Takakura, 1168-1180.                                                 |
| 1169 | 嘉応 | Kaō      |                                                                                                |
| 1171 | 承安 | Jōan     | também: Shōan.                                                                                 |
| 1175 | 安元 | Angen    |                                                                                                |
| 1177 | 治承 | Jishō    | também: Chishō. Imperador Antoku, 1180-1185.                                                   |
| 1181 | 養和 | Yōwa     |                                                                                                |
| 1182 | 寿永 | Juei     |                                                                                                |
| 1184 | 元暦 | Genryaku |                                                                                                |
| Há divergências entre alguns estudiosos quanto ao último ano Heian. Alguns consideram 1185, enquanto outros optam por 1192. Veja período Kamakura, logo abaixo. |      |          |                                                                                                |

### Período Kamakura (1185-1333)　鎌倉時代
| Segundo alguns historiadores, o período Kamakura teve início em 1185, quando Minamoto no Yoritomo tomou o poder do imperador e estabeleceu seu governo em Kamakura. Para outros, o período teve início em 1192, quando foi formalmente reconhecido. |      |          |                                                                           |
| 1185 | 文治 | Bunji    | também: Bunchi.                                                           |
| 1190 | 建久 | Kenkyū   | Imperador Tsuchimikado, 1198-1210.                                        |
| 1199 | 正治 | Shōji    |                                                                           |
| 1201 | 建仁 | Ken'nin  |                                                                           |
| 1204 | 元久 | Genkyū   |                                                                           |
| 1206 | 建永 | Ken'ei   | também: Ken'yō.                                                           |
| 1207 | 承元 | Jōgen    | também: Shōgen. Imperador Juntoku, 1210-1221.                             |
| 1211 | 建暦 | Kenryaku |                                                                           |
| 1213 | 建保 | Kenpō    |                                                                           |
| 1219 | 承久 | Jōkyū    | também: Shōkyū. Imperador Chūkyō, 1221; Imperador Go-Horikawa, 1221-1232. |
| 1222 | 貞応 | Jōō      |                                                                           |
| 1224 | 元仁 | Gen'nin  |                                                                           |
| 1225 | 嘉禄 | Karoku   |                                                                           |
| 1227 | 安貞 | Antei    |                                                                           |
| 1229 | 寛喜 | Kangi    | também: Kanki.                                                            |
| 1232 | 貞永 | Jōei     | Imperador Shijō, 1232-1242.                                               |
| 1233 | 天福 | Tenpuku  |                                                                           |
| 1234 | 文暦 | Bunryaku |                                                                           |
| 1235 | 嘉禎 | Katei    |                                                                           |
| 1238 | 暦仁 | Ryakunin | também: Rekinin.                                                          |
| 1239 | 延応 | En'ō     | também: Ennō.                                                             |
| 1240 | 仁治 | Ninji    | também: Ninchi. Imperador Go-Saga, 1242-1246.                             |
| 1243 | 寛元 | Kangen   | Imperador Go-Fukakusa, 1246-1260.                                         |
| 1247 | 宝治 | Hōji     |                                                                           |
| 1249 | 建長 | Kenchō   |                                                                           |
| 1256 | 康元 | Kōgen    | Imperador Kameyama, 1260-1274.                                            |
| 1257 | 正嘉 | Shōka    |                                                                           |
| 1259 | 正元 | Shōgen   |                                                                           |
| 1260 | 文応 | Bun'ō    | também: Bunnō.                                                            |
| 1261 | 弘長 | Kōchō    |                                                                           |
| 1264 | 文永 | Bun'ei   | Imperador Go-Uda, 1274-1287.                                              |
| 1275 | 建治 | Kenji    |                                                                           |
| 1278 | 弘安 | Kōan     | Imperador Fushimi, 1287-1298.                                             |
| 1288 | 正応 | Shōō     |                                                                           |
| 1293 | 永仁 | Einin    | Imperador Go-Fushimi, 1298-1301.                                          |
| 1299 | 正安 | Shōan    | Imperador Go-Nijō, 1301-1308.                                             |
| 1302 | 乾元 | Kengen   |                                                                           |
| 1303 | 嘉元 | Kagen    |                                                                           |
| 1306 | 徳治 | Tokuji   |                                                                           |
| 1308 | 延慶 | Enkyō    | também: Engyō ou Enkei; Imperador Hanazono, 1308-1318.                    |
| 1311 | 応長 | Ōchō     |                                                                           |
| 1312 | 正和 | Shōwa    |                                                                           |
| 1317 | 文保 | Bunpō    |                                                                           |
| 1319 | 元応 | Gen'ō    | também: Gennō. Imperador Go-Daigo, 1318-1339.                             |
| 1321 | 元亨 | Genkō    | Imperador Go-Daigo.                                                       |
| 1324 | 正中 | Shōchū   | Imperador Go-Daigo.                                                       |
| 1326 | 嘉暦 | Karyaku  | Imperador Go-Daigo.                                                       |
| 1329 | 元徳 | Gentoku  | Imperador Go-Daigo.                                                       |
| Após os planos do imperador Go-Daigo (governo Daikakuji) de derrubar o xogunato terem sido descobertos, ele mudou o nome da era Gentoku para Genkō. No entanto, o governo de Kamakura (xogunato) não reconheceu oficialmente o novo nome, continuando a empregar Gentoku e, ao mesmo tempo, passou a apoiar outro imperador, Kōgon (governo Jimyōin) para ascender ao trono. |      |          |                                                                           |

### Período dos governos Daikakuji e Jimyōin

#### Governo Daikakuji　大覚寺統
| 1331 | 元弘 | Genkō | Imperador Go-Daigo. |
| O imperador Go-Daigo é exilado pelo governo de Kamakura na província de Oki, um conjunto de ilhas localizadas no Mar do Japão e que hoje fazem parte da província de Shimane, em Honshū. |      |       |                     |

#### Governo Jimyōin　持明院統
| 1332 | 正慶 | Shōkyō | também: Shōkei. Imperador Kōgon. |
| Com a ajuda de Nawa Nagatoshi, seu fiel aliado, Go-Daigo deixa o exílio e retorna a Quioto. O general Ashikaga Takauji é enviado pelo governo de Kamakura para destruir o exército do imperador, mas troca de lado e alia-se a ele. Go-Daigo declara nula a era Shōkyō do Imperador Kōgon. Forma um novo governo diretamente sob seu controle e muda novamente o nome da era para Kenmu. |      |        |                                  |

### Período Nanbokuchō　南北朝時代
| 1334 | 建武 | Kenmu | também: Kemmu. Imperador Go-Daigo. |
| A Restauração Kenmu durou um pouco menos de dois anos antes de entrar em colapso. Go-Daigo e Ashikaga Takauji tornam-se inimigos. Em 1336 (terceiro ano da era Kenmu), Go-Daigo muda mais uma vez o nome da era para Engen. Como retaliação, Takauji entra na capital, declara seu apoio a Yutahito (imperador Kōmyō), segundo filho do antigo imperador Go-Fushimi e mantém o nome da era Kenmu. Go-Daigo tenta reconciliar-se com Takauji, sem sucesso, e é forçado a fugir para Yoshino, onde estabelece sua corte (Corte do Sul). Enquanto isso, a corte do imperador Kōmyō se estabelece em Quioto (Corte do Norte). |      |       |                                    |

#### Corte do Sul (Governo Daikakuji)　南朝（大覚寺統）
| Ano 1 | Kanji | Romanização | Notas |
| ----- | --- | --- | --- |
| 1336  | 延元 | Engen | Imperador Go-Daigo. |
| 1340  | 興国 | Kōkoku | |
| 1346  | 正平 | Shōhei | |
| 1370  | 建徳 | Kentoku | |
| 1372  | 文中 | Bunchū | |
| 1375  | 天授 | Tenju | |
| 1381  | 弘和 | Kōwa | |
| 1384  | 元中 | Genchū | Imperador Go-Kameyama. |
| 1392  | No 9o. ano da era Genchū/3o. ano da era Meitoku, o imperador Go-Kameyama abdica e entrega os Tesouros Sagrados a seu rival do Norte, encerrando a divisão entre as duas cortes. Tem início um período da história japonesa conhecido como Muromachi (1392-1573). | No 9o. ano da era Genchū/3o. ano da era Meitoku, o imperador Go-Kameyama abdica e entrega os Tesouros Sagrados a seu rival do Norte, encerrando a divisão entre as duas cortes. Tem início um período da história japonesa conhecido como Muromachi (1392-1573). | No 9o. ano da era Genchū/3o. ano da era Meitoku, o imperador Go-Kameyama abdica e entrega os Tesouros Sagrados a seu rival do Norte, encerrando a divisão entre as duas cortes. Tem início um período da história japonesa conhecido como Muromachi (1392-1573). |

#### Corte do Norte (Governo Jimyōin)　北朝（持明院統）
| Ano 1 | Kanji | Romanização | Notas |
| ----- | --- | --- | --- |
| 1338  | 暦応 | Ryakuō | também: Rekiō. Imperador Kōmyō. Xogum Ashikaga Takauji (1338-1358).                                                                        |
| 1342  | 康永 | Kōei | Imperador Kōmyō. |
| 1345  | 貞和 | Jōwa | também: Teiwa. |
| 1350  | 観応 | Kan'nō | |
| 1352  | 文和 | Bun'na | também: Bunwa. |
| 1356  | 延文 | Enbun | Xogum Ashikaga Yoshiakira (a partir de 1358-1368).                                                                                         |
| 1361  | 康安 | Kōan | |
| 1362  | 貞治 | Jōji | também: Teiji. |
| 1368  | 応安 | Ōan | Xogum Ashikaga Yoshimitsu (1368-1394). |
| 1375  | 永和 | Eiwa | |
| 1379  | 康暦 | Kōryaku | |
| 1381  | 永徳 | Eitoku | |
| 1384  | 至徳 | Shitoku | |
| 1387  | 嘉慶 | Kakyō | também: Kakei. |
| 1389  | 康応 | Kōō | |
| 1390  | 明徳 | Meitoku | |
| 1392  | Início do período Muromachi, sub-dividido em dois períodos: Reunificação (1392-1467) e Período de Guerras Internas ou Sengoku (1467-1573). | Início do período Muromachi, sub-dividido em dois períodos: Reunificação (1392-1467) e Período de Guerras Internas ou Sengoku (1467-1573). | Início do período Muromachi, sub-dividido em dois períodos: Reunificação (1392-1467) e Período de Guerras Internas ou Sengoku (1467-1573). |

### Período Muromachi (1392-1573)　室町時代

#### Período de Reunificação (1392-1466)　(南北朝合一後)
| Ano 1 | Kanji        | Romanização           | Notas |
| ----- | ------------ | --------------------- | --- |
| 1392  | 南北朝合一後 | Nanbokuchō gōitsu ato | Não se trata do nome de uma era, mas de uma fase de transição. Significa, literalmente, “após a unificação das cortes do sul e do norte”.                                                                                      |
| 1394  | 応永         | Ōei                   | Xoguns: Ashikaga Yoshimochi (1394-1423); Ashikaga Yoshikazu (1423-1425); Ashikaga Yoshimochi(assumindo o posto mais uma vez, após a morte de seu filho Yoshikazu. 1425-1428)                                                   |
| 1428  | 正長         | Shōchō                | |
| 1429  | 永享         | Eikyō                 | Xogum Ashikaga Yoshinori (1429-1441). |
| 1441  | 嘉吉         | Kakitsu               | Xogum Ashikaga Yoshikatsu (1442-1443). |
| 1444  | 文安         | Bun'an                | Com a morte de Yoshikatsu, seu irmão Yoshinari foi apontado xogum, mas por sua pouca idade (8 anos), uma junta de daimyos exerceu o governo. Mais tarde, ao tornar-se xogum de facto, Yoshinari mudou seu nome para Yoshimasa. |
| 1449  | 宝徳         | Hōtoku                | Xogum Ashikaga Yoshimasa (1449-1473). |
| 1452  | 享徳         | Kyōtoku               | |
| 1455  | 康正         | Kōshō                 | |
| 1457  | 長禄         | Chōroku               | |
| 1460  | 寛正         | Kanshō                | |
| 1466  | 文正         | Bunshō                | |

#### Período Sengoku ou período de guerras internas (1467-1573)　　戦国時代
| Ano 1 | Kanji | Romanização | Notas |
| ----- | ----- | ----------- | --- |
| 1467  | 応仁  | Ōnin        | |
| 1469  | 文明  | Bunmei      | Xogum Ashikaga Yoshihisa (1474-1489) |
| 1487  | 長享  | Chōkyō      | |
| 1489  | 延徳  | Entoku      | Xogum Ashikaga Yoshitane (1490-1493). |
| 1492  | 明応  | Meiō        | Xogum Ashikaga Yoshizumi (1495-1508). |
| 1501  | 文亀  | Bunki       | |
| 1504  | 永正  | Eishō       | Xogum: Ashikaga Yoshitane, pela segunda vez (1508-1521) |
| 1521  | 大永  | Daiei       | também: Taiei. Xogum Ashikaga Yoshiharu (1522-1547) |
| 1528  | 享禄  | Kyōroku     | |
| 1532  | 天文  | Tenbun      | Xogum Ashikaga Yoshiteru (1547-1565) |
| 1555  | 弘治  | Kōji        | |
| 1558  | 永禄  | Eiroku      | Xoguns: Ashikaga Yoshihide (1568); Ashikaga Yoshiaki (1568-1573). |
| 1570  | 元亀  | Genki       | Período Azuchi-Momoyama se inicia um pouco antes do começo dessa era (em 1568), quando Oda Nobunaga entra em Quioto com seu exército, pondo um fim ao xogunato Ashikaga, mas só é oficialmente reconhecido em 1573. |

### Período Azuchi-Momoyama (1573-1603)　安土桃山時代
| Ano 1 | Kanji | Romanização | Notas                                                                 |
| ----- | ----- | ----------- | --------------------------------------------------------------------- |
| 1573  | 天正  | Tenshō      | Após um curto período de transição (1568-1573), tem início o período. |
| 1592  | 文禄  | Bunroku     |                                                                       |
| 1596  | 慶長  | Keichō      |                                                                       |

### Período Edo (1603-1867)　江戸時代
| Ano 1 | Kanji | Romanização | Notas                                                        |
| ----- | ----- | ----------- | ------------------------------------------------------------ |
| 1603  |       |             | Batalha de Sekigahara                                        |
| 1615  | 元和  | Gen'na      |                                                              |
| 1624  | 寛永  | Kan'ei      | Imperatriz Meishō, 1629-1643; Imperador Go-Kōmyō, 1643-1654. |
| 1644  | 正保  | Shōhō       |                                                              |
| 1648  | 慶安  | Keian       |                                                              |
| 1652  | 承応  | Jōō         | também Shōō; Imperador Go-Sai, 1655-1663                     |
| 1655  | 明暦  | Meireki     |                                                              |
| 1658  | 万治  | Manji       |                                                              |
| 1661  | 寛文  | Kanbun      | Imperador Reigen, 1663-1687.                                 |
| 1673  | 延宝  | Enpō        |                                                              |
| 1681  | 天和  | Ten'na      |                                                              |
| 1684  | 貞享  | Jōkyō       | Imperador Higashiyama, 1687-1709.                            |
| 1688  | 元禄  | Genroku     |                                                              |
| 1704  | 宝永  | Hōei        | Imperador Nakamikado, 1709-1735.                             |
| 1711  | 正徳  | Shōtoku     |                                                              |
| 1716  | 享保  | Kyōhō       | Imperador Sakuramachi, 1735-1747.                            |
| 1736  | 元文  | Genbun      |                                                              |
| 1741  | 寛保  | Kanpō       |                                                              |
| 1744  | 延享  | Enkyō       | Imperador Momozono, 1747-1762.                               |
| 1748  | 寛延  | Kan'en      |                                                              |
| 1751  | 宝暦  | Hōreki      | também: Hōryaku; Imperatriz Go-Sakuramachi, 1762-1771.       |
| 1764  | 明和  | Meiwa       | Imperador Go-Momozono, 1771-1779.                            |
| 1772  | 安永  | An'ei       | Imperador Kōkaku, 1780-1817.                                 |
| 1781  | 天明  | Tenmei      |                                                              |
| 1789  | 寛政  | Kansei      |                                                              |
| 1801  | 享和  | Kyōwa       |                                                              |
| 1804  | 文化  | Bunka       | Imperador Ninkō, 1817-1846.                                  |
| 1818  | 文政  | Bunsei      |                                                              |
| 1830  | 天保  | Tenpō       |                                                              |
| 1844  | 弘化  | Kōka        | Imperador Kōmei, 1846-1867.                                  |
| 1848  | 嘉永  | Kaei        |                                                              |
| 1854  | 安政  | Ansei       |                                                              |
| 1860  | 万延  | Man'en      |                                                              |
| 1861  | 文久  | Bunkyū      |                                                              |
| 1864  | 元治  | Genji       |                                                              |
| 1865  | 慶応  | Keiō        |                                                              |

### Japão moderno (1868-presente) 明治時代以降
| Ano 1 | Kanji | Romanização | Notas                                                |
| ----- | ----- | ----------- | ---------------------------------------------------- |
| 1868  | 明治  | Meiji       | Imperador Meiji (Matsuhito), 1868-1912.              |
| 1912  | 大正  | Taishō      | Imperador Taishō (Yoshihito), 1912-1926.             |
| 1926  | 昭和  | Shōwa       | Imperador Shōwa (Hirohito), 1926-1989.               |
| 1989  | 平成  | Heisei      | Imperador Akihito, 1989-2019.                        |
| 2019  | 令和  | Reiwa       | Imperador Naruhito, 2019-presente (atual imperador). |